# Illuminismo adesso
Illuminismo adesso. In difesa della ragione, della scienza, dell'umanesimo e del progresso (in inglese: Enlightenment Now: The Case for Reason, Science, Humanism, and Progress) è un libro scritto dallo scienziato cognitivo canadese Steven Pinker e pubblicato nel 2018, tradotto in Italia nel medesimo anno da Mondadori.
Nel libro, Pinker usa i dati statistici a sua disposizione per provare che la salute, la prosperità, la sicurezza, la pace e la felicità stiano rapidamente crescendo, sia in Occidente che nel resto del mondo. Egli attribuisce questi risultati positivi a valori illuministici come la ragione, la scienza, l'umanesimo e il progresso; allo stesso tempo Pinker sostiene che questi valori sono attualmente minacciati da alcune tendenze moderne irrazionali come il fondamentalismo religioso, il politicamente corretto e il postmodernismo.

## Contenuto
Una percezione pubblica comune sostiene che il mondo si trovi attualmente in una forma terribile; per alcuni, il 2016 è stato il «peggiore anno di sempre» e la morte del liberalismo. Al contrario, Pinker sostiene che la vita è migliorata per la maggior parte delle persone. Stabilisce 15 diverse misure del benessere umano per supportare questa argomentazione, il più ovvio è il fatto incontrovertibile che, statisticamente, le persone vivono in media una vita più lunga e più sana che mai. Inoltre la povertà estrema è passata negli ultimi 200 anni dal riguardare il 90 per cento della popolazione mondiale al dieci per cento di oggi. Nello stesso periodo, le morti per parto sono scese dall’1,2% (ossia un decesso ogni ottanta nascite) allo 0,04%, mentre il tasso di mortalità infantile, uno dei mali più brutti, è diminuito nell’ordine delle centinaia.
Sotto ogni punto di vista, materiale e morale, la nostra specie, arguisce Pinker, sia nel mondo sviluppato che in quello in via di sviluppo, è ampiamente più benestante. Come altro esempio, mentre i timori del terrorismo sono spesso espressi nei sondaggi d'opinione statunitensi, Pinker mostra che in realtà un americano qualunque ha una probabilità 3000 volte maggiore di morire in un incidente piuttosto che in un attacco terroristico. Come nel libro precedente, Il declino della violenza, Pinker attribuisce i miglioramenti moderni alle tendenze dell'umanesimo liberale e della razionalità scientifica, che per prime hanno messo radici in Europa intorno al XVII e il XVIII secolo.
Come mai c'è allora questa percezione comune che le cose vadano peggio? Pinker dà una spiegazione psicologica del fenomeno: le persone tendono statisticamente a prestare maggiore attenzione alle cattive notizie piuttosto che alle buone. Lo fanno, in parte, sostiene Pinker, a causa di una sorta di malfunzionamento cognitivo che ha alla base due concetti psicologici, il bias di disponibilità (Availability bias) e il bias di negatività (Negativity bias): a causa del primo bias le persone tendono a stimare la probabilità di un evento basandosi più sull'impatto emotivo dei ricordi legati a quell'evento piuttosto che sulla base di reali probabilità oggettive; a causa del secondo bias poi, le idee e gli eventi negativi hanno un impatto psicologico più profondo di quelli positivi e perciò rimangono più facilmente radicati nella memoria. L'effetto combinato di questi due bias porta le persone a percepire pessimisticamente la realtà attuale.
Pinker cita il famoso esempio dell'aereo: un incidente aereo riceve sempre una grande copertura mediatica e ha un forte impatto emotivo nella mente delle persone ed è per questo motivo che ciascuno di noi tende a stimare erroneamente come più alta la probabilità di avere un incidente in aereo piuttosto che su altri mezzi di trasporto, nonostante le probabilità oggettive siano in realtà l’opposto rispetto alla comune percezione del rischio. Lo stesso principio lo si può applicare a numerosi altri campi: dalla criminalità, all'inquinamento, dalle diseguaglianza, all'abuso di droghe, ai femminicidi, alle carestie, ai disastri ambientali, fino alla corruzione.
«A prescindere dai dati capaci di certificare se il mondo stia davvero peggiorando - scrive Pinker - la natura delle notizie ci fa pensare che lo sia e l’errata percezione del rischio aumenta la nostra ansia, peggiora il nostro umore, moltiplica il nostro senso di impotenza, accresce la nostra ostilità verso gli altri». Il problema che si trova alla base di tutto questo, secondo Pinker, è che i media mainstream marciano su questa naturale tendenza umana amplificando le notizie negative in una sorta di camera dell'eco. I media, accusa Pinker, tendono spesso a considerare notizia solo ciò che coincide con una cattiva notizia e spesso ignorano le buone notizie considerandole non degne di essere trattate. A piccole dosi, si tratta ovviamente di un processo naturale. A dosi continue, invece, si tratta di un processo volutamente distorsivo che può mettere a rischio anche la tenuta di un paese.
Pinker sostiene inoltre che la disuguaglianza economica «non è di per sé una dimensione del benessere umano» e cita uno studio secondo cui la disuguaglianza non è legata all'infelicità, almeno nelle società più povere. Sottolinea inoltre che il mondo nel suo complesso sta diventando più equo e afferma che anche all'interno di aree sempre più disuguali, i poveri ottengono ancora ricchezza e beneficiano delle innovazioni tecnologiche. Ad esempio, per Pinker è chiaro che un'innovazione che rende i poveri leggermente più ricchi e i ricchi molto più ricchi è comunque un risultato positivo piuttosto che negativo. Al contrario, i critici ritengono che il rafforzamento della mobilità sociale e la lotta alla «disuguaglianza come conseguenza dell'ingiustizia» siano importanti fini legittimi di per sé stessi, al di là degli effetti della riduzione della povertà.
Su argomenti come le armi nucleari, Pinker dà la colpa alle forze contro-Illuministe. Gli scienziati che lavorarono al Progetto Manhattan sviluppando le prime armi nucleari lo fecero perché avevano bisogno di battere Hitler; Pinker afferma: «Molto probabilmente, se non ci fossero stati i nazisti, non ci sarebbero state le armi nucleari». Al contrario, i critici sottolineano che la scienza non ha alcuna propria logica etica. Sostengono che il progresso scientifico è liberatorio ma anche minaccioso e può presentare pericoli proprio a causa di quanto enormemente espande il potere umano.
Il libro si conclude con tre capitoli che difendono ciò che Pinker vede come i valori fondamentali dell'Illuminismo: ragione, scienza e umanesimo. Pinker sostiene che questi valori sono minacciati da alcune tendenze moderne come il fondamentalismo religioso, il politicamente corretto e il postmodernismo. In un'intervista sul libro pubblicata su Scientific American, Pinker ha chiarito che il suo libro non è solo un'espressione di speranza o panglossiano ottimismo: è una documentazione di quanto abbiamo guadagnato come risultato dei valori dell'Illuminismo, e di quanto perderemmo se questi valori venissero abbandonati.

### Illuminismo e contro-Illuminismo
Gli ideali dell'Illuminismo, «prodotti della ragione umana», dipendono secondo Pinker da ragione, umanesimo, progresso e scienza; quest'ultima soprattutto, la scienza, è il «raffinamento della ragione per la comprensione del mondo». Contro i valori dell'Illuminismo ci sono quelli che Pinker caratterizza come manifestazioni del pensiero delirante, irrazionale ed emotivo, una sorta di contro-Illuminismo che oggi si concretizza tanto nel fondamentalismo religioso e nell'«ermeneutica parodica dei testi sacri», quanto nella «soffocante correttezza politica» dei campus universitari (attuata dai social justice warriors), nel «disastro del postmodernismo» - che secondo Pinker ha devastato le scienze umanistiche - e nella «cognizione della protezione delle identità» che, con le politiche di identità e l'intersezionalità, ha reso il discorso politico praticamente omicida.
Fin dai suoi inizi, spiega Pinker, in realtà l'Illuminismo ha dovuto combattere con tendenze contro-Illuministe, formate da schiere di tradizionalisti, dai religiosi ortodossi e dai romantici, che si ritrassero dallo sguardo oggettivo, razionale e impassibile con cui i pensatori dell'Illuminismo si sentivano incoraggiati ad osservare il mondo. Da allora la lotta è continuata, con l'Illuminismo accusato e tacciato da parte di critici di sinistra di razzismo scientifico, imperialismo e dell'eugenetica nazista, e dalla destra come causa del vuoto morale dell'ateismo e del materialismo che ha trovato il suo apogeo omicida nell'Unione Sovietica e nella Cina comunista. Più recentemente, i postmodernisti hanno guardato all'Illuminismo come ad un'altra «falsa narrativa», in cui umanesimo, scienza e ragione sono interpretati solo come uno dei tanti sistemi di credenze oppressivi, né più né meno valido di altri.
Pinker rifiuta tutte e tre queste posizioni. Lungi dal rivalutare il gerarchismo delle razze o il nazismo, Pinker afferma che l'Illuminismo ha posto il fondamento filosofico per l'universalismo, la credenza in uguali diritti per tutti, che alla fine hanno trionfato sul fascismo e l'imperialismo. Pinker sostiene che l'ispirazione dell'ideologia nazista dovrebbe essere più opportunamente tracciata a partire da Friedrich Nietzsche, che attaccò la dipendenza illuministica dalla ragione e sostenne la «volontà di potenza» e l'idea dell’Übermensch, il cosiddetto superuomo. Allo stesso modo il marxismo, sostiene Pinker, non è stato affatto un lascito dell'Illuminismo, ma piuttosto una pseudoscienza che trova le sue origini nel romanticismo tedesco.
Per quanto riguarda l'attuale postmodernismo, Pinker è estremamente pungente. «Se le credenze scientifiche sono solo la mitologia di una particolare cultura - si chiede Pinker - come mai possiamo curare il vaiolo e raggiungere la Luna, mentre le culture tradizionali non possono? E se la verità fosse "costruita socialmente", si potrebbe dire anche che il cambiamento climatico è un mito? È lo stesso per quanto riguarda i valori morali. Se i valori morali non sono altro che usanze culturali, accetteresti che la nostra disapprovazione nei confronti della schiavitù, della discriminazione razziale o dell'oppressione delle donne sia solo una fantasia occidentale?». Pinker riprende inoltre varie argomentazioni del suo libro Tabula rasa per criticare la tendenza del postmodernismo a vedere l'uomo come tabula rasa, e a credere perciò che l'identità dell'individuo sia sommariamente un "costrutto sociale" (mentre le evidenze scientifiche suggeriscono un profondo peso genetico di origine evolutiva nel comportamento umano).
Pinker, inoltre, critica il movimento verde riferendosi ad esso come ad un «ambientalismo misantropico» che vede gli umani moderni come «vili spacciatori di un pianeta incontaminato». Sostenere la convinzione secondo cui gli umani stiano distruggendo la Terra, come fanno gli ambientalisti, diventa poi il presupposto che porta a dire che il progresso non sia sostenibile. Pinker non è d'accordo, o almeno sostiene che tali conclusioni apocalittiche, nella storia, si siano sempre rivelate alla lunga sbagliate. Un principio fondamentale dell'Illuminismo era, arguisce Pinker, che tutti i problemi, se studiati a lungo e con dovizia, potevano essere compresi e quindi, a un certo punto, risolti. E i problemi ambientali, come l'allarmante cambiamento climatico, scrive Pinker, non fanno eccezione. Egli sostiene che il progresso non solo è sostenibile, ma essenziale per raggiungere la conoscenza che ci consentirà di adoperare forme di energia più pulite ed efficienti. In altre parole, il progresso scientifico è ciò che farà funzionare il progresso economico. In questo senso il libro di Pinker è una specie di appello a rimpiazzare atteggiamenti moralistici con un realismo e un pragmatismo chiaro.
In ogni caso, secondo Pinker, probabilmente progredire, almeno nell'immediato futuro, significherà usare più reattori nucleari, qualcosa a cui, come con le colture OGM e il gas di scisto, gli ambientalisti hanno reagito prevedendo insensate conclusioni apocalittiche. Inoltre Pinker riconosce che per ridurre le emissioni di carbonio, il mondo in via di sviluppo dovrà prima raggiungere un certo livello minimo di ricchezza materiale, bruciando più energia, e solo a quel punto si potrà rivolgere tutta l'attenzione all'ambiente.

## Marketing
Il 29 gennaio Bill Gates lodò con un tweet Enlightenment Now, definendolo «il mio nuovo libro preferito». Gates ha dichiarato di essere d'accordo nel complesso con il tecno-ottimismo del libro, ma ha ammonito Pinker nell'essere forse troppo «pronto a scartare» l'idea che una super-intelligenza artificiale potrebbe un giorno portare all'estinzione umana. A causa del crescente interesse dei lettori dopo l'approvazione di Gates, Viking ha anticipato la data di pubblicazione dal 27 febbraio 2018 al 13 febbraio.

## Recensioni
Publishers Weekly ha dato al libro una brillante recensione, concludendo che «In un'era di sempre maggiore "retorica distopica", la visione sobria, lucida e meticolosamente ricercata di Pinker della ricerca del progresso umano è incoraggiante e importante». Anche il London Times ha dato al libro una recensione positiva, affermando che gli argomenti e le prove di Pinker sono «tanto divertenti quanto importanti», ed esprimendo speranza sul fatto che la difesa che Pinker fa delle forze che hanno prodotto il progresso possa essere utile.
Il New York Times ha descritto il libro come «un libro eccellente, scritto in modo lucido, tempestivo, ricco di dati ed eloquente nella sua difesa di un umanesimo razionale che è - si scopre - davvero molto bello». The Economist concorda con Pinker che «salvo il catastrofico impatto di un asteroide o di una guerra nucleare, è probabile che (il mondo) continuerà a migliorare».
Kirkus Reviews lo definisce «un testo lungo, imbalsamato, impeccabilmente scritto, ricco di interessanti spunti di neuroscienza e altre discipline», e nota che anche se Pinker è un progressista, «gli accademici ortodossi lo troverebbero un apostata». The Guardian e Financial Times hanno respinto la tesi di Pinker secondo cui la sinistra è in parte responsabile della retorica anti-ragione e hanno contestato le critiche che Pinker fa a gruppi come i postmodernisti, gli ambientalisti della decrescita, e i "social justice warriors".
Alcuni revisori non sono d'accordo con l'approccio quantitativo di Pinker nel valutare il progresso. Booklist ha dichiarato che «l'apparentemente casuale rimozione delle preoccupazioni etiche che circondano l'esperimento di Tuskegee [che fa Pinker] è a dir poco preoccupante». Su Nature, Ian Goldin asserisce che Pinker avrebbe dovuto concentrarsi sui rischi futuri piuttosto che sulle realizzazioni del passato. Una recensione sull'Evening Standard concorda con la sintesi di Pinker su come la razionalità abbia migliorato il mondo, ma sostiene che ci sono alcuni aspetti del mondo che non sono migliorati in questo modo, con paesi come Afghanistan che sono diventati meno liberali a causa dell'aumento dell'Islamismo.

### In Italia
In Italia, Claudio Cerasa per Il Foglio recensisce positivamente il libro definendolo un «gran saggio sull'ottimismo, da volantinare tra i giornalisti italiani», un «formidabile libro [...] del quale i giornali italiani non potranno parlare facilmente perché sarebbero costretti a riconoscere quello che non possono ammettere: la proliferazione esponenziale della società del rancore non è il prodotto naturale di un mondo che giorno dopo giorno se la passa sempre peggio, ma è il prodotto naturale di un mondo che, pur passandosela sempre meglio, continua a raccontare a se stesso che le cose, signora mia, purtroppo vanno sempre peggio».

Anche Corrado Augias su Repubblica dà un parere molto positivo dell'opera, ritenendola molto attuale e capace di farci riflettere su temi che diamo spesso per scontato.

## Edizioni
- Illuminismo adesso. In difesa della ragione, della scienza, dell'umanesimo e del progresso, Mondadori, 2018. ISBN 9788804705260